# Theta Delphini
Theta Delphini (θ Delphini, förkortat Theta Del, θ Del)  är en ensam stjärna belägen i den mellersta delen av stjärnbilden Delfinen. Den har en skenbar magnitud på 5,71, är svagt synlig för blotta ögat där ljusföroreningar ej förekommer. Baserat på parallaxmätning inom Hipparcosuppdraget på ca 1,6 mas, beräknas den befinna sig på ett avstånd på ca 2 000 ljusår (ca 630 parsek) från solen.

## Egenskaper
Theta Delphini är en orange till röd superjättestjärna av spektralklass K3 IV:s. Stjärnan har en beräknad massa som är ca 5,7 gånger större än solens massa, en radie som är ca 88 gånger större än solens och utsänder från dess fotosfär ca 3 800 gånger mera energi än solen vid en effektiv temperatur av ca 4 200 K.
Theta Delphini har beskrivits som en supermetallrik stjärna på grund av sin höga metallicitet.